# Ахмадзай, Мугадаса
Мугадаса Ахмадзай (1992/1993 г.р.) — общественный деятель, политик и поэтесса из Афганистана, баллотировавшаяся в 2018 году на выборах в афганский парламент. Она является лауреатом премии N-Peace Award и была названа одной из 100 женщин Би-би-си в 2021 году.

## Биография
В 2017 году Ахмадзай было 24 года. Она общественный деятель и поэтесса из Нангархара. Первоначально её семья была против её деятельности, её физически наказали, когда узнали о ней. Будучи подростком, она опубликовала сборник стихов, и мнение её семьи о её творчестве изменилось после того, как её дядя оценил публикацию.
Ахмадзай — бывший член и заместитель спикера Молодёжного парламента Афганистана. Во время пандемии COVID-19 она поддерживала женщин и сообщества в борьбе с дезинформацией. Она была основательницей Национального совета молодежи в Афганистане, представляла голоса афганских женщин в рамках Мирных диалогов Афганистана и Пакистана. Вместе с другими женщинами она начала кампанию по росписи стен с посланиями о правах женщин в Джелалабаде. Она также создала сеть из 400 женщин, которые ездили по стране, в том числе в районы, которые в то время контролировались талибами, к женщинам, пережившим домашнее насилие. Она основательница и директор ассоциации «Кор», целью которой является повышение осведомлённости о правах женщин в Афганистане.
В 2018 году она баллотировалась на выборах в афганский парламент.

## Награды
Ахмадзай была награждена премией N-Peace, присуждаемой Программой развития ООН. В 2021 году она была названа одной из 100 женщин Би-би-си.